# Taylor Ritzel
Pour les articles homonymes, voir Ritzel.
Taylor Ritzel est une rameuse américaine née le 4 septembre 1988 à Aurora (Colorado).

## Biographie
Taylor Ritzel a obtenu la médaille d'or en huit aux Jeux olympiques d'été de 2012 à Londres, avec Caryn Davies, Mary Whipple, Susan Francia, Elle Logan, Erin Cafaro, Caroline Lind, Esther Lofgren et Meghan Musnicki.

## Palmarès

### Jeux olympiques
- Jeux olympiques d'été de 2012 à Londres,  Royaume-Uni
  -  Médaille d'or en huit

### Championnats du monde d'aviron
- 2011 à Bled,  Slovénie
  -  Médaille d'or en huit
- 2010 à Karapiro,  Nouvelle-Zélande
  -  Médaille d'or en huit